# Frufällan
Frufällan est une localité de la commune de Borås dans le comté de Västra Götaland en Suède.
Sa population était de 1258 habitants en 2019.